# Thea Minyan Bjørseth
Thea Minyan Bjørseth est une sauteuse à ski norvégienne, née le 30 octobre 2003.
Elle a pratiqué également le combiné nordique.

## Carrière sportive
Thea Minyan Bjørseth est née en Chine et elle a été adoptée par des parents norvégiens.

### Combiné
Bjørseth est au départ de sa première compétition internationale officielle en 2016, dans une course pour jeunes à Trondheim ; elle y termine deuxième. En 2018, elle démarre dans la Coupe de la jeunesse à Oberstdorf en 2018 (5e) et monte sur le podium deux fois un an plus tard à Trondheim (1 victoire et 1 deuxième place). En 2019, elle connaît d'autres premières : elle prend aux Championnats du monde junior (17e), à la Coupe continentale et au Grand Prix d'été, où son meilleur résultat en concours est septième.

### Saut
Alors pas encore assez âgée pour concourir internationalement, elle devient championne de Norvège en individuel en 2018 et 2019.
Elle fait ses débuts internationaux en saut à ski en février 2019 dans la Coupe FIS, puis dans la Coupe continentale estivale la même année. En décembre 2019, elle finit pour la première fois sur le podium dans la Coupe continentale à Notodden (2e), avant d'être sélectionnée pour sa première manche de Coupe du monde à Hinzenbach, où elle est inscrit ses premiers points (26e). Sur l'étape suivante, elle fait partie du quatuor norvégien à l'épreuve par équipes de Ljubno, qui se solde avec une troisième pour les Norvégiennes et donc son premier podium. Aux Championnats du monde junior à Oberwiesenthal, elle remporte la médaille d'argent au concours individuel, remporté par Marita Kramer, puis la médaille d'argent par équipes mixtes.
Elle ne revient à la compétition qu'en décembre à Ramsau, puis s'illustre à Ljubno, où elle finit huitième, soit son premier top dix. Ensuite à Lahti, elle devient la première Norvégienne championne du monde junior de saut à ski.

## Palmarès en saut à ski

### Championnats du monde
| Épreuve / Édition  | Oberstdorf 2021 | Planica 2023 |
| Petit tremplin     |                 |              |
| Grand tremplin     |                 |              |
| Par équipes        | Bronze          | Bronze       |
| Par équipes mixtes |                 | Argent       |

### Coupe du monde
- Meilleur classement général : 15e en 2021.
- Meilleur résultat individuel : 8e.
- 4 podiums en individuel :  1 deuxième place et 3 troisièmes places.
- 2 podiums par équipes : 1 deuxième et 1 troisième place.
- 2 podiums en Super Team : 2 deuxièmes places.
- 3 podiums par équipes mixte : 1 victoire et 2 deuxièmes places.

#### Classements généraux annuels
| Année | Rang |
| 2020  | 43e  |
| 2021  | 15e  |

### Championnats du monde junior
- Médaille d'or en individuel en 2021 à Lahti.
- Médaille d'argent en individuel en 2020 à Oberwiesenthal.
- Médaille d'argent par équipes mixtes en 2020.

### Coupe continentale
- 1 podium individuel.

## Palmarès en combiné

### Grand Prix
- Meilleur classement général : 12e en 2019.